# 안나 이바노브나
안나 이바노브나(러시아어: А́нна Иоа́нновна, 1693년 1월 28일 ~ 1740년 10월 17일)는 러시아 제국의 여제(재위 1730년 - 1740년)로, 로마노프 왕조의 4번째 군주다.

## 생애
1693년 1월 28일 모스크바에서 이반 5세와 프라스코비아 살트이코바 사이에 태어난 딸이다. 상트페테르부르크에 있는 아버지의 이복동생 표트르 1세의 궁전에서 교육을 받았으며, 1710년에 쿨란스키 공작과 결혼하고 공작이 죽은 후에는 주로 민타프에서 살았다. 1727년부터 에른스트 비론이 안나의 총신이 되었다.
표트르 2세가 서거한 후 추밀원의 의원들은 자신들이 그의 권력을 제한한다는 조건으로 안나를 러시아의 제위에 옹립시킨다는 결정을 내렸다. 그러나 이러한 조건에 동의한 지 얼마 후 안나는 귀족 근위병의 의뢰에 따라 그 계약조건을 파기하고 추밀원을 해산시켰다. 1730년 4월에 모스크바에서 즉위했다. 원로원을 복구시켰으며 외국인들의 도움과 지지를 받고 나라를 통치했다.

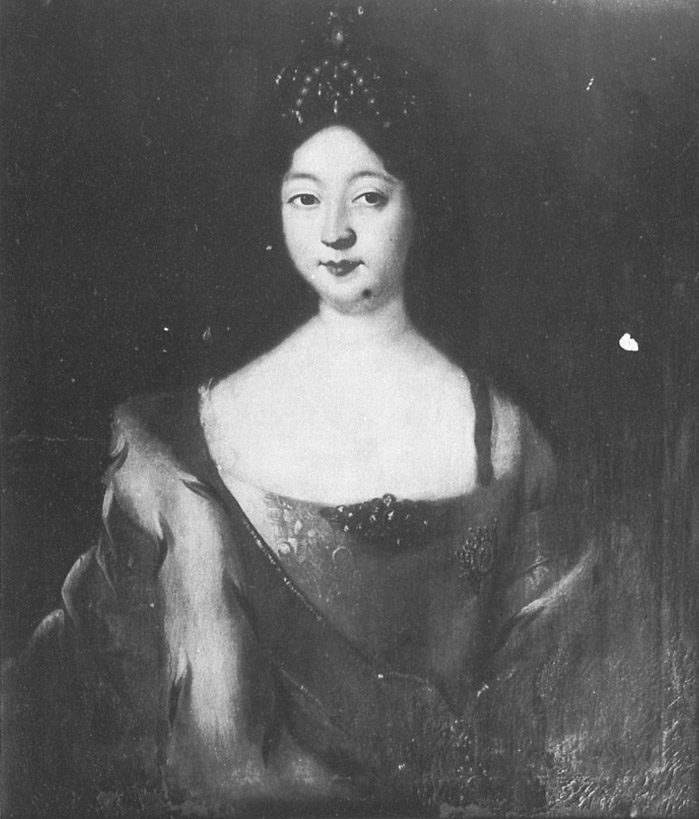

1731년에 내각을 창설하고, 잔혹한 고문을 행하는 비밀경찰의 활동을 승인해 정권에 대항하려는 반대 세력들의 어떠한 시도도 엄중하게 진압했다. 그에 따라 돌고루코브이 가, 골리츠인 가, 볼르인스키 가 출신의 많은 사람들이 유폐되거나 사형에 처해졌다. 또한 안나는 정권을 획득하는 데 도움을 준 귀족들의 특권을 넓혀주었다. 장자 상속에 대한 법을 개정하였다. 폴란드 소귀족 계급을 위한 육군유년학교를 설립했고 학교 이사장의 아들 중 한명이 이 영지를 관리하도록 했다. 귀족의 국가봉사를 35년으로 제한했다.
안나는 산림을 보호하고 보존할 목적으로 국가적인 벌채금지법을 만들도록 지시했으며, 러시아 정교회의 순수성을 보호하고자 이단에 대한 단속을 강화했다. 이를 위해, 특히 그의 명령에 따라 러시아의 16개 도시에서 신학교가 개교되었다. 1735년에는 신성모독을 하면 사형에 처하도록 지시했다.
안나는 미니흐가 주장한 군사개혁도 추진했는데, 1737년에는 비론을 쿠를란스크와 세미갈리스크의 공작에 임명했다. 표트르 1세 때에 합병되었던 카스피해 연안의 영토를 페르시아로부터 안전하게 지킬 수 없었기 때문에 그 영토를 페르시아에게 넘겨주었다. 1735년부터 1739년까지 러시아는 오스만 제국과의 전쟁에서 승리했지만, 소극적인 외교정책으로 인해 러시아에 불리한 조건으로 벨그라드와 체결한 국제 조약을 성공적으로 이행하지 못했다. 이반 5세의 후손을 따르는 세력을 확보하고자 노력했으며 이를 위해 그는 죽기 전에 이질녀 메클렌부르크의 안나의 아들 이반 안토노비치(이반 6세)를 후계자로 지명했고 이반이 장성할 때까지 그의 섭정자로서 비론을 임명했다.
| 전임 표트르 2세 (재위 1727 - 1730) | 러시아의 여제 1730년 1월 29일 - 1740년 10월 28일 | 후임 이반 6세 (재위 1740 - 1741) |